# Årstad
Årstad est un bydel de Bergen, en Norvège. Il occupe Bergensdalen. On y trouve le CHU d'Haukeland, le stade du SK Brann, les cimetières de Møllendal et de Solheim et leurs carrés militaires, et la patinoire de la Bergenshallen.
Son nom est l'abréviation d'Alrekstad, une ferme qui existait dans la région durant le haut Moyen Âge. Curieusement aujourd'hui le lieu où se trouvait cette ferme ne se trouve pas dans le bydel d'Årstad mais dans celui de Bergenhus.
Årstad est la première zone hors du centre ville de Bergen à s'être urbanisée et industrialisée, cela ayant été facilité par la construction d'un pont entre Årstad et Nygård à Bergen en 1851, puis par l'arrivée du train en 1883 dans Bergensdalen.

## Voir aussi

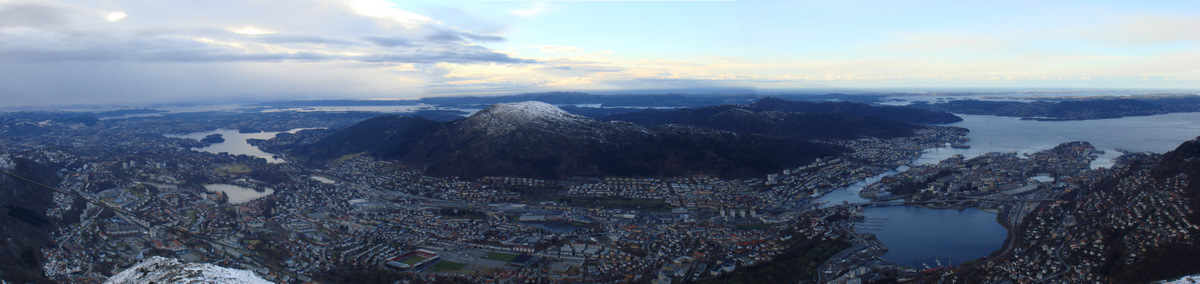
Au premier plan, Årstad, à droite, Bergenhus. Au fond à gauche, Fana (Norvège) ; caché derrière Løvstakken, Fyllingsdalen, et au fond à droite, Laksevåg.